# Jarrow (circonscription du Parlement britannique)
La circonscription de Jarrow  est une circonscription située dans le Tyne and Wear représenté dans la Chambre des communes du Parlement britannique.